# Земетресение в Охотско море (2013)
Земетресението в Охотско море започва в 16:44 ч. местно време (05:44 UTC) на 24 май 2013 година.
Епицентърът на земетресението се е намирал в точка с координати 54,86° с.ш. и 153,41° и.д. в акваторията на Охотско море край западното крайбрежие на полуостров Камчатка, на 560 км западно от Петропавловск Камчатски. Хипоцентърът на подземния трус се е намирал на дълбочина около 600 км.
Считано е за най-мощното дълбочинно земетресение в света – с 30 % по-силно от земетресението от 1994 година в Боливия, което е било на дълбочина 637 км.
Поради голямата му дълбочина, то е усетено в голяма част от територията на Русия: дори и в Москва – на 6500 км (но с магнитуд 1), както и в по-близките градове Нижни Новгород, Новосибирск, Красноярск, Хабаровск. Трусове с магнитуд 4 – 5 са усетени на остров Сахалин и Курилските острови, а на Камчатка – с магнитуд 5, като продължават 5 минути.
Според съобщение от Главното управление на Министерството на извънредните ситуации за Камчатски край няма пострадали и разрушения в резултат от мощното земетресение.